# Бадараев, Бал-Доржи Бадараевич
Бал-Доржи Бадараевич Бадара́ев (11 апреля 1929, местность Шаазагайта, недалеко от священной Ноён-уулы сомона Хара Шэбэр Агинского аймака Бурят-Монгольской АССР — 30 августа 1987) — советский бурятский тибетолог.

## Биография
Старший сын Бадара Дашиева из рода Баатаржан Харгана и Дулмы Линхобоевой; в семье было 5 братьев и сестёр.
В 1940 с отличием окончил 4 класса Хара-Шибирской начальной школы, продолжил учёбу в Зугалайской средней школе; в 1947 окончил Агинскую среднюю школу. Ещё учась в начальной школе, начал увлекаться бурятским стихосложением.
В 1947 поступил на Восточный факультет Ленинградского ордена Ленина Университета им. А. А. Жданова, который окончил в 1952, получив диплом филолога по специальности «восточная филология (монгольская филология)». За это время овладел тибетской письменностью, усовершенствовал знания по старо-тибетскому, халха-монгольскому, английскому языку, дополнительно овладел французским языком. Темы курсовых работ: «Перевод летописи Ломбоцыренова», «Разбор и анализ романа Ж. Тумунова „Степь проснулась“»; дипломная работа — «Творчество Жамсо Тумунова» (защищена на «отлично»). С 1949 — член КПСС.
В 1949—1956 преподавал в областной 3-годичной партийной школе по подготовке идеологических кадров при Бурятском обкоме КПСС (Улан-Удэ), по совместительству работал литературным сотрудником в республиканской газете «Буряад Монголой Унэн» — на бурятском языке.
В 1956—1960 — аспирант Московского института китаеведения (востоковедения) АН СССР по специальности «тибетская филология». В 1960—1963 работал в группе, созданной в 1959 во главе с Ю. Н. Рерихом, по подготовке к изданию «Тибетско-санскритско-русско-английского словаря» Ю. Н. Рериха.
C 1963 — младший научный сотрудник Бурятского комплексного научно-исследовательского института СО АН СССР (сектор истории и культуры народов Центральной Азии). В 1963—1970 написал:
- «Слово как модель и вопросы лингвистической реконструкции в алтаистике» (Улан-Удэ, 1964);
- «Происхождение Хоринских бурят» (Улан-Удэ, 1964) — рецензию на одноимённую работу Г. Н. Румянцева (Улан-Удэ, 1963);
- отзыв на работу Б.-Д. Дандарона «Описание ксилографов и рукописей БКНИИ СО АН СССР»;
- перевод на бурятский язык поэмы Калидасы «Уулэн-зарса» с предисловием на бурятском языке со ссылкой на работу В. Г. Эрмана «Калидаса. Очерк творчества»;
- перевод с монгольского на бурятский язык повести Д. Доржа «Зуунэй субэ» («Игольное ушко», Бур. кн. изд-во, 1969);
- научно-популярный очерк о К. М. Черемисове «Учёный-интернационалист» («Буряад унэн», 1969).

В 1967 завершил монографию «Об основах транскрипции и транслитерации для тибетского языка» (Улан-Удэ, 1967. — 193 с.). Следуя указаниям Ю. Н. Рериха, в этом труде им впервые «разработана единая система транскрипции и транслитерации для тибетского языка на русской основе в свете некоторых общих вопросов тибетского языкознания». Через 12 лет монография получила высокую оценку:

Монография явилась уникальным изданием в мировой тибетологии, предложившей оригинальное решение важной проблемы.— директор БИОН БФ СО АН СССР, д-р филол. наук Д. Д. Лубсанов,
д-р филол. наук профессор Л. Д. Шагдаров,
канд. филол. наук Ц.-А. Н. Дугарнимаев
 На основе этой монографии Б.-Д. Бадараев 17 мая 1968 защитил кандидатскую диссертацию в Институте языкознания АН СССР.

## Избранные труды[3]
- Бадараев Б. Д., Базарон Э. Г., Дашиев М. Д. и соавт. Лангтхабы и их корригирование: Острые заболевания органов брюшной полости. — Улан-Удэ: Бурят. кн. изд-во, 1976. — 141 с. — 1000 экз.
- Бадараев Б.-Д. Об основах транскрипции и транслитерации для тибетского языка. — Улан-Удэ: Бурят. кн. изд-во, 1967. — 193 с. — 1000 экз.
- Бадараев Б. Таһаршагүй хани нүхэсэлэй гэршэ : Монгол-Совет залуушуулай хани нүхэсэлэй Алтайдахи фестиваль (бурят. яз.) // Байгал [Текст] : уран зохёолой альманах / Бурят-Монголой Советскэ уранзохёолшодой союз. — Улан-Удэ: Бурят-Монголой гүрэнэй хэблэл, 1967. — № 1 (январь-февраль). — С. 108–110.
- Бадараев Б.-Д. Хори буряадай уг гарбал : Г. Н. Румянцевай "Хори буряадай уг гарбал" гэһэн ном тухай (бурят. яз.) // Байгал [Текст] : уран зохёолой альманах / Бурят-Монголой Советскэ уранзохёолшодой союз. — Улан-Удэ: Бурят-Монголой гүрэнэй хэблэл, 1965. — № 5  (сентябрь-октябрь). — С. 141–148.
- Бадараев Б.-Д. «Чжуд-ши»: анализ «Чи-чжуда»: Препринт. — Новосибирск: Б. и., 1983. — 5 с. — 500 экз.
- Базарон Э. Г., Асеева Т. А. «Вайдурья-Онбо» – трактат индо-тибетской медицины / Ред.: Б.-Д. Бадараев, В. Э. Назаров-Рыгдылон. — Новосибирск: Наука, 1984. — 117 с. — 60 000 экз.
- «Дзэйцхар Мигчжан» – памятник тибетской медицины: Приложение / Сост.: С. М. Баторова, Г. П. Яковлев; Отв. ред. Б. Б. Бадараев. — Новосибирск: Наука, 1986. — 64 с. — 562 экз.
- Дожоо Д. Тэбэнын һүбөөр : повесть / Пер.: Б. Бадараев (бурят. яз.) // Байгал [Текст] : уран зохёолой альманах / Бурят-Монголой Советскэ уранзохёолшодой союз. — Улан-Удэ: Бурят-Монголой гүрэнэй хэблэл, 1964. — № 4 (июль-август). — С. 57–86.